# Майкъл Сайлър
Майкъл Сайлър (на английски: Michael J. Saylor) е американски предприемач и изпълнителен директор, който е съосновател и ръководител на MicroStrategy – компания, която предоставя бизнес разузнаване, мобилен софтуер и облачни услуги. Сайлър е автор на книгата „Мобилната вълна: Как мобилното разузнаване ще промени всичко“ от 2012 г.. Той е и единственият управител на Saylor Academy, доставчик на безплатно онлайн обучение. Към 2016 г. Сайлър е получил 31 патента и има 9 допълнителни заявления в процес на преглед.

## Биография
Майкъл Сайлър е роден на 4 февруари 1965 г. в Линкълн, Небраска на 4 февруари 1965 г. и прекарва ранните си години в различни бази на ВВС по света, тъй като баща му е главен сержант на ВВС. Когато Сайлър е на 11, семейството се установява във Феърборн, Охайо, близо до военновъздушната база Райт-Патерсън.
През 1983 г. Сайлър се записва в Масачузетския технологичен институт (MIT) със стипендия на ВВС ROTC. Той се присъединява към братството на Theta Delta Chi, чрез което се запознава с бъдещия съосновател на MicroStrategy Sanju K. Bansal. Завършва MIT през 1987 г. с двойна специалност по аеронавтика и астронавтика и наука за технологиите и обществото.
Медицинско състояние му попречва да стане пилот и вместо това той започва работа в консултантската фирма The Federal Group Inc. през 1987 г., където се фокусира върху компютърно симулационно моделиране за компания за софтуерна интеграция. През 1988 г. Сайлър става вътрешен консултант в DuPont, където разработва компютърни модели за анализ на ключовите за фирмата пазари. Симулациите прогнозират, че ще има рецесия на много от основните пазари на DuPont през 1990 г.

## MicroStrategy
Използвайки средствата от DuPont Сайлър основава MicroStrategy със Sanju Bansal, другар от MIT братството. Компанията започва да разработва софтуер за извличане на данни, след което се фокусира върху софтуер за бизнес разузнаване. През 1992 г. MicroStrategy спечелва договор с McDonald's на стойност 10 милиона долара за разработване на приложения за анализ на ефективността на промоциите на компанията. Договорът с McDonald's подсказва на Сайлър, че неговата компания може да създаде софтуер за бизнес разузнаване, който да позволи на компаниите да използват данните си за прозрения в техния бизнес.
През юни 1998 г. Сайлър прави компанията публична, като първоначално предлага акции от 4 милиона акции на цена от 12 долара всяка. Цената на акциите се удвоява през първия ден от търговията. Той притежава над 39 521 броя от акциите на компанията на стойност над 4 804 963 долара. Към началото на 2000 г. нетната стойност на богатството му достига 7 милиарда долара, което го прави най-богатият човек в района на Вашингтон по това време.
През 1996 г. Сайлър е обявен за KPMG Вашингтонски високотехнологичен предприемач на годината. През 1997 г. Ernst & Young обявява Сайлър за свой софтуерен предприемач на годината, а на следващата година списание Red Herring Magazine го признава за един от 10-те си най-добри предприемачи за 1998 г. Сайлър също е представен от MIT Technology Review като „новатор под 35 години“ през 1999 г.

## Разследване на SEC
През март 2000 г. Американската комисия по ценните книжа и борсите (SEC) повдигна обвинение срещу Сайлър и други двама ръководители на MicroStrategy за неточно отчитане на финансовите резултати на компанията за предходните две години. През декември 2000 г. Сайлър се разбра с SEC, без да признае неправомерни действия, като плаща санкция от 350 000 долара за обезсилване на 8.3 милиона долара. В резултат на преизчисляването на резултатите, акциите на компанията спадат в стойност и нетното богатство на Сайлър спадна с 6 милиарда долара.

## Критика в отговор на COVID-19
В бележка от 3000 думи до всички служители на MicroStrategy на 16 март 2020 г., озаглавена „Моите мисли за COVID-19 “, Сейлър разкритикува действията препоръчани за борба с болестта. Сайлър отказва да затвори офисите на MicroStrategy, освен ако законно не се изисква да го направи. Пълното съдържание на изявлението се появи в Reddit и само няколко минути след това е публикувано във Вашингтон Бизнес Журнал.

## Биткойн инвестиция
На тримесечната конференция за приходите на MicroStrategy през юли 2020 г., Сайлър обяви намерението си MicroStrategy да проучи закупуването на биткойни, злато или други алтернативни активи, вместо да държи пари. На следващия месец MicroStrategy използва 250 милиона долара от своите парични запаси за да закупи 21 454 биткойна.
По-късно MicroStrategy добави 175 млн. долара в биткойни към своите притежания през септември 2020 г. и още 50 млн. долара в началото на декември 2020 г. На 11 декември 2020 г. MicroStrategy обявява, че е продала 650 млн. долара в конвертируеми банкноти, поемайки дълг, за да увеличи своите биткойн запаси на стойност над 1 милиард долара. На 21 декември 2020 г. MicroStrategy обявява, че общите им притежания включват 70 470 биткойна, закупени за 1,125 милиарда долара при средна цена от 15 964 долара за биткойн. Към 24 февруари 2021 г. холдингите включват 90 531 биткойна, придобити за 2,171 млрд. долара при средна цена от 23 985 долара за биткойн. Сайлър, който контролира 70% от акциите на MicroStrategy, отхвърля опасенията на наблюдателите, че този ход превръща MicroStrategy в инвестиционна фирма за биткойни или борсово търгуван фонд (ETF).
Ограничаването на биткойна в Китай той характеризира като „грешка за трилион долара“.

## Мобилната вълна
През юни 2012 г. Сейлър пуска „Мобилната вълна: Как мобилното разузнаване ще промени всичко“, публикувана от Perseus Books, в което се обсъждат тенденциите в мобилните технологии и тяхното бъдещо въздействие върху търговията, здравеопазването, образованието и развиващия се свят. Книгата е включена от New York Times в списъка с бестселъри, където тя бе класирана на седмо място през август 2012 г. и на пето място в списъка на Wall Street Journal за най-добре продавани книги през юли 2012 г.

## Академия на Сайлър
През 1999 г. Сайлър създава The Saylor Foundation (по-късно наречена Saylor Academy ), на която той е единствен синдик. За да подкрепи идеята си да направи обучението безплатно и достъпно за всички ученици, той стартира сайта Saylor.org през 2008 г. като инициатива за безплатно образование на The Saylor Foundation. Сайтът сега предлага около 100 курса, които се поддържат като безплатно съдържание от университети, включително MIT и Университета Карнеги Мелън, до които студентите имат достъп, без да се налага да преминават през процес на прием.